# George Pakos
George Pakos (Victoria, Columbia Británica, Canadá, 14 de agosto de 1952) es un exfutbolista canadiense. Jugó como centrocampista. 

## Selección nacional
Ha sido internacional con la selección de fútbol de Canadá, disputó 22 partidos internacionales y marcó cinco goles. 
Participó en la Copa Mundial de Fútbol de 1986, solo actuó en el tercer encuentro de su selección frente a la Unión Soviética. 

### Participaciones en Copas del Mundo
| Mundial                        | Sede   | Resultado    |
| ------------------------------ | ------ | ------------ |
| Copa Mundial de Fútbol de 1986 | México | Primera fase |

## Clubes

### Como jugador
| Club               | País   | Año         |
| ------------------ | ------ | ----------- |
| London Boxing Club | Canadá | 1975 − 1976 |
| Victoria AA        | Canadá | 1983 − 1984 |
| Victoria Riptide   | Canadá | 1985        |
| Victoria AA        | Canadá | 1986        |